# Pseudopterobryum laticuspis
Pseudopterobryum laticuspis är en bladmossart som beskrevs av Brotherus 1929. Pseudopterobryum laticuspis ingår i släktet Pseudopterobryum och familjen Pterobryaceae. Inga underarter finns listade i Catalogue of Life.